# Bihastina viridata
Bihastina viridata är en fjärilsart som beskrevs av W. Warren 1906. Bihastina viridata ingår i släktet Bihastina och familjen mätare. Inga underarter finns listade i Catalogue of Life.